# Анита Лазић Тодоровић
Анита Лазић Тодоровић (Београд, 7. децембар 1980) српска је глумица, новинарка и водитељка. Кћерка је певачице и глумице Снежане Савић и режисера Драгослава Лазића.

## Биографија
Дипломирала је новинарство на Факултету политичких наука на Београдском универзитету. На истом факултету завршила је и последипломске студије а тренутно похађа другу годину докторских студија из области медија и комуникације. Предаје вештине креативног мишљења на Академији за дипломатију и безбедност, Београд. Један је од пет ексклузивних предавача креативних техника др Едварда Де Бона за југоисточну Европу. Годинама ради у креативној индустрији.
Била је директор ПР агенције Њу момент (New Moment New Ideas Company). Предавала је и технике из области односа са јавношћу на трећој години основних студија на Факултету политичких наука у Београду. Глумом се бави из хобија. Играла је у четири филма и једној телевизијској серији.

## Филмографија
| Год.       | Назив          | Улога   |
| ---------- | -------------- | ------- |
| 1990.-те   |                |         |
| 1995.      | Трећа срећа    | Радмила |
| 1999.      | Рањена земља   | Сашка   |
| 2000.-те   |                |         |
| 2001.      | Сељаци         | Живкица |
| 2001.      | Све је за људе | Живкица |
| 2006—2009. | Сељаци         | Живкица |
| 2010.-те   |                |         |
| 2013.      | Звездара       | Нада    |
| 2020.      | Златни дани    |         |